# Diemerpark

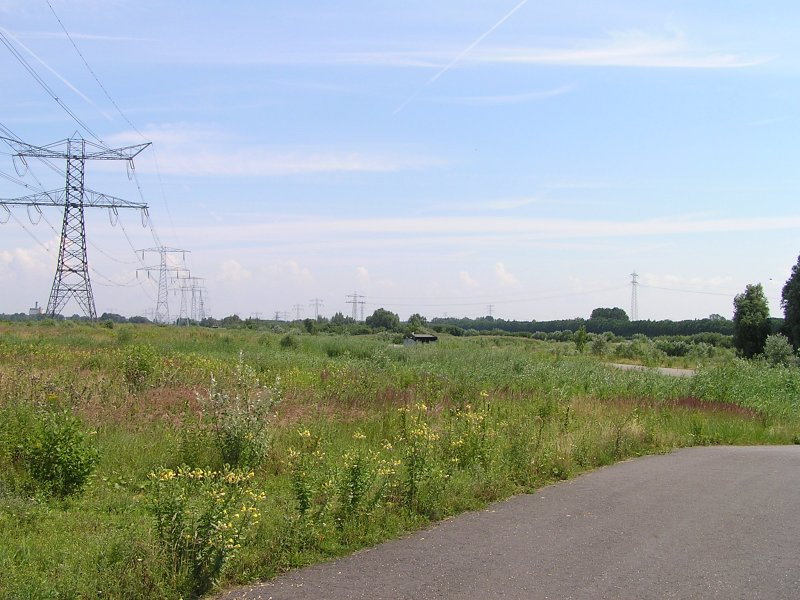
Het Diemerpark

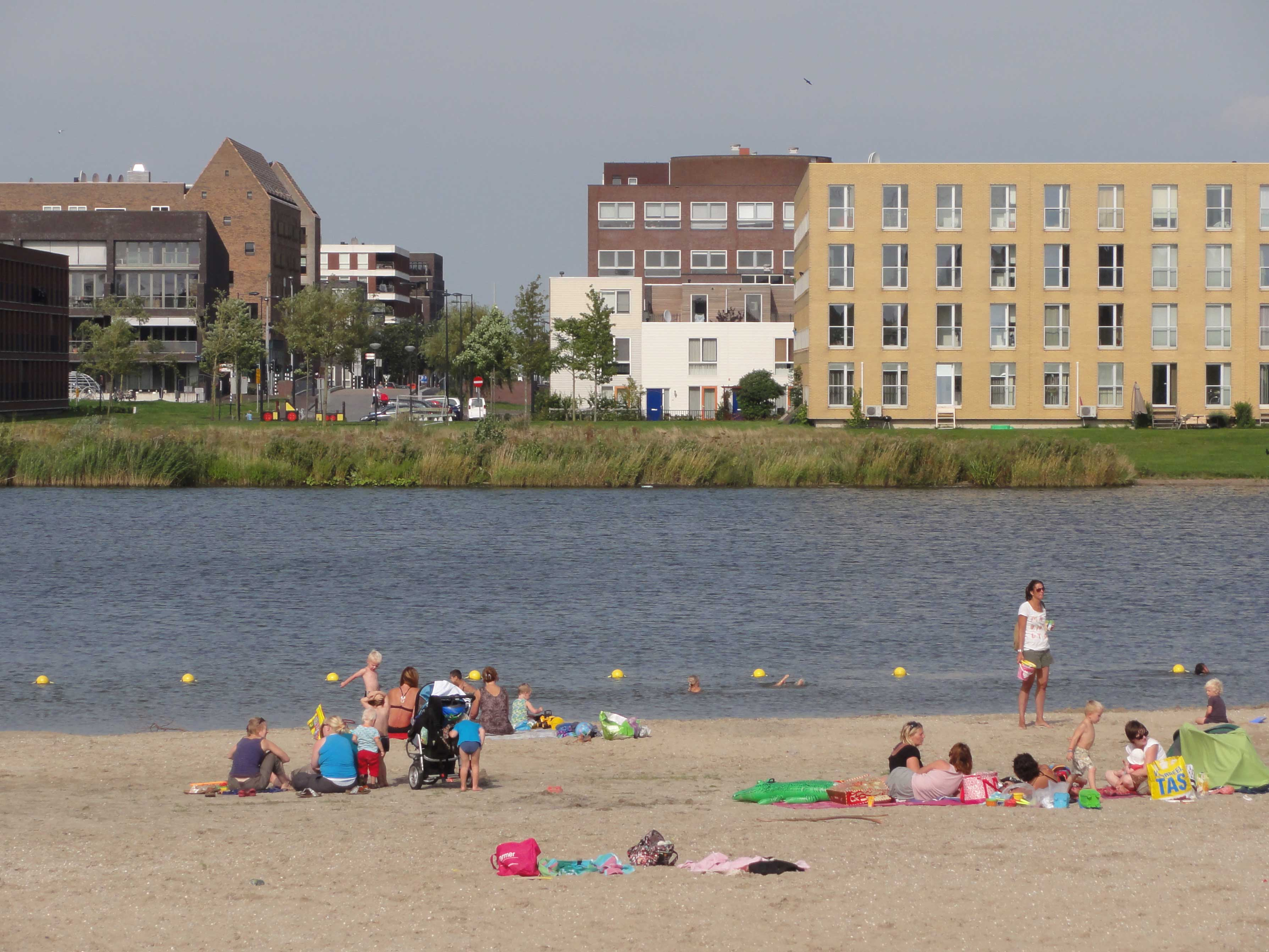
Strandje aan het IJmeer in het Diemerpark, met uitzicht op IJburg

Het Diemerpark is een landschapspark van 90 hectare, gelegen tussen de Diemerzeedijk en het IJmeer in Amsterdam-Oost, nabij de wijk IJburg. In het park liggen fiets- en wandelpaden, en er ligt een sportpark met voetbal- en hockeyvelden. Ook is er een zandstrandje aan het IJmeer met zicht op IJburg. Het park is met bruggen verbonden met de Rieteilanden van IJburg, en is ook te bereiken via de Nesciobrug over het Amsterdam-Rijnkanaal of via de Diemerzeedijk.

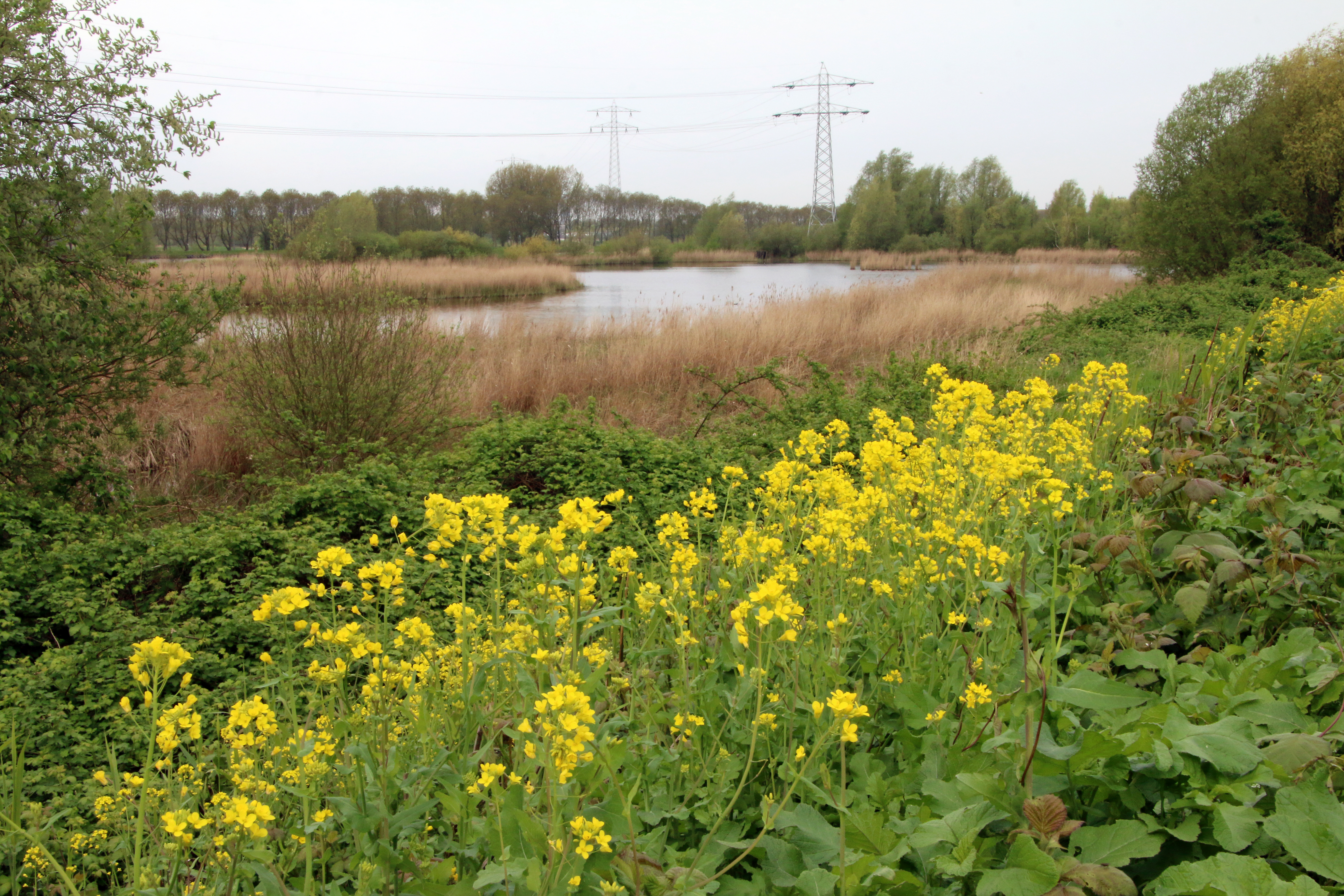
Het Diemerpark: Akkerswade

Het Diemerpark maakt onderdeel uit van het Natuurnetwerk Nederland en er loopt een belangrijke ecologische verbindingszone door het park: de Parkzone Amsterdam-Rijnkanaal of ARK-zone. Het grootste deel van het park heeft de beschermingsstatus ‘struingebied’, dit is wild ogend gebied, met voor Amsterdam zeldzame soorten fauna en flora.
Het Diemerpark is het park met de hoogste biodiversiteit van alle Amsterdamse parken. Er broeden ongeveer 60 soorten vogels, waaronder het hoogste aantal rodelijstsoorten van Amsterdam: nachtegaal, spotvogel, koekoek, torenvalk, kneu, snor en matkop. Het is ook een hotspot voor de ringslang en de rugstreeppad. Verder zitten er vossen en hermelijnen en groeien er diverse soorten orchis, zoals rietorchis, moeraswespenorchis en bijenorchis. In het Diemerpark zijn paden vernoemd naar Dick Hillenius, Thijs Hendriksen en Han Rensenbrink.

## Ontstaansgeschiedenis
Het in 2003 geopende park is gelegen buiten de Diemerzeedijk, in een voormalige kwelder. Bij vloed van de Zuiderzee kon de kwelder onder water lopen. In 1932 werd de Zuiderzee afgesloten door de Afsluitdijk. Daarna is er in de kwelder een natuurgebied tot ontwikkeling gekomen. In de jaren zestig en zeventig werd het gebied echter gebruikt als stortplaats, en tot 1973 werd in een deel van het gebied  ook chemisch afval verbrand. Hierdoor raakte het gebied zeer vervuild. Echter, nadat de stortplaats werd gesloten, ontwikkelde zich een ruig natuurgebied met een grote biodiversiteit. Uit onderzoek bleek dat de vervuiling geen direct gevaar vormde voor mens en dier, maar vanwege de aanleg van IJburg zijn er plannen gemaakt het gebied te saneren. Vanwege de omvang van de vervuiling, werd het gebied ondergronds "ingepakt" door damwanden en afgedekt met een waterdichte bovenlaag bestaande uit bentonietklei en folie. Daar bovenop is het park aangelegd. Hiermee is het park als het ware een daktuin op de voormalige stortplaats. Dientengevolge is het voor bezoekers dan ook niet toegestaan om gaten te graven, en is het er niet mogelijk om er diepwortelende bomen van meer dan 5 meter hoog te laten staan. Het grondwater wordt weggepompt en gezuiverd. Op de putdeksels is een verhaal te lezen.

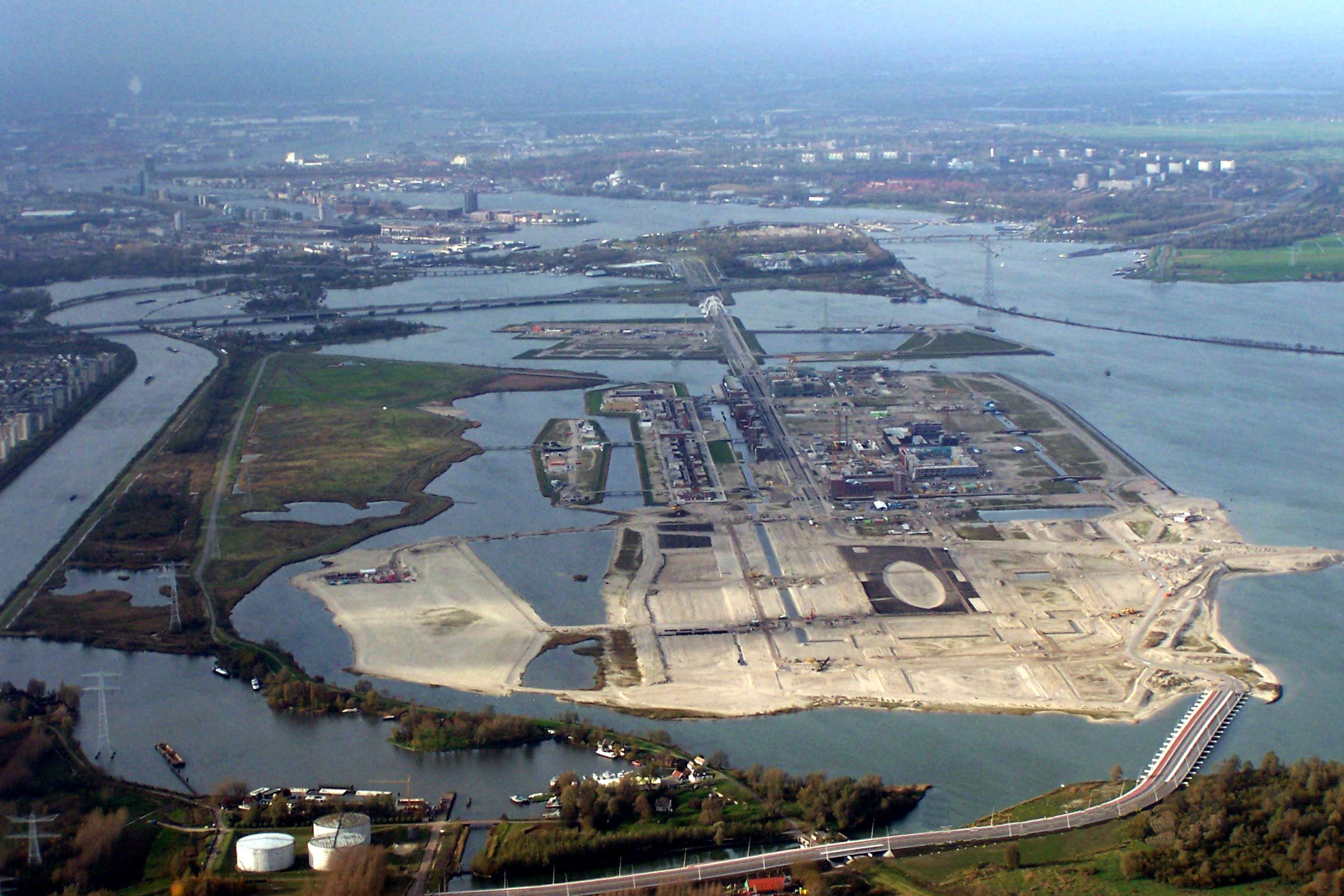
Luchtfoto van IJburg en omgeving in 2004. Op de groene strook links is later het Diemerpark aangelegd
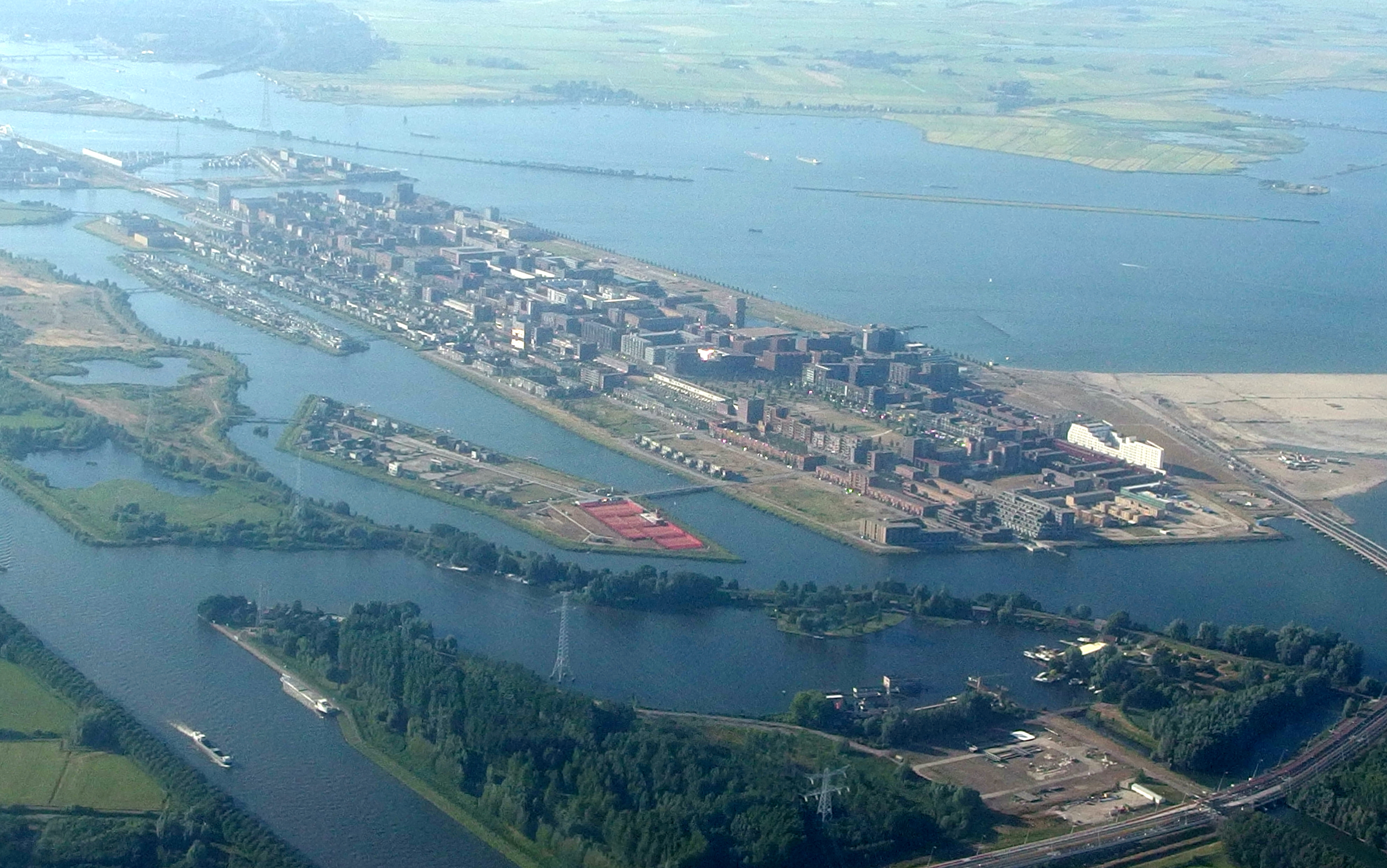
Luchtfoto van IJburg in 2014. Links is een gedeelte van het Diemerpark